# Pseudobracca imitatrix
Pseudobracca imitatrix là một loài bướm đêm trong họ Geometridae.